# Lotus Praga LMP2
La Lotus Praga LMP2, chiamata anche Lotus T128,  è una vettura da competizione appartenente alla categoria LMP2 costruita nel 2013 dalla scuderia Advanced Design and Engineering Systems Solutions (ADESS) e dalla Kodewa in collaborazione con la Lotus, progettata dall'ex direttore tecnico della Sauber James Key.

## Panoramica e contesto

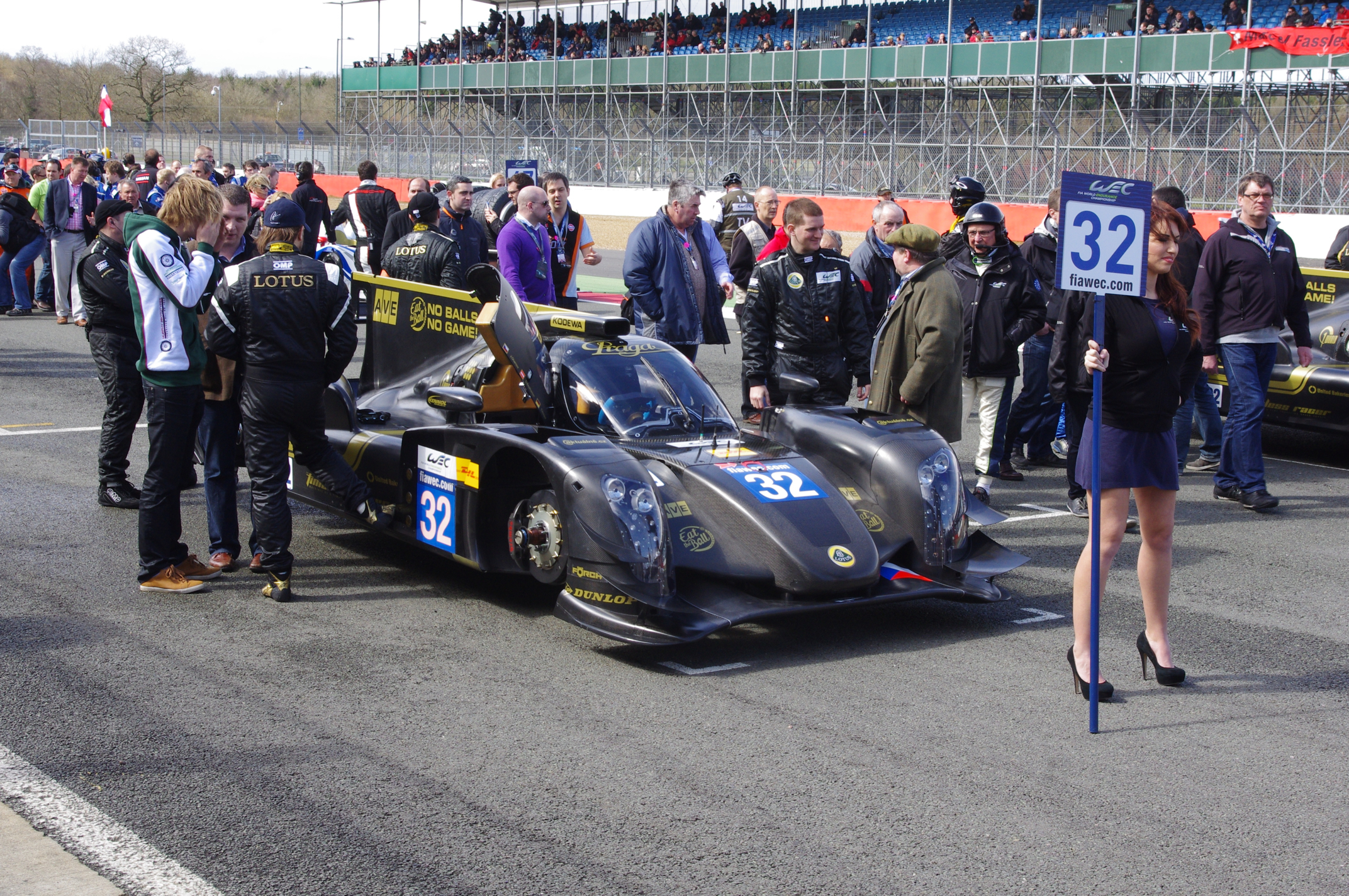
Lotus Praga LMP2 alla 6 Ore di Silverstone 2013

La progettazione e lo sviluppo di una vettura sport prototipo da utilizzare alla 24 ore di Le Mans sono iniziati nel marzo 2011 da un'idea di Stéphane Chosse, fondatore della ADESS. La costruzione del veicolo è iniziata nel febbraio 2013. Lo studio aerodinamico della vettura è stato effettuato utilizzando un software computerizzata fornito dalla Altair Engineering. A spingere la vettura c'è un variante pesantemente modificata del motore V8 aspirato BMW S65 utilizzato sulla BMW M3 da 3592 cm³, che qui produce circa 450 CV (340 kW).
È stata utilizzata e impiegata dalla Kodewa e dalla Lotus nel World Endurance Championship 2013 e alla 24 Ore di Le Mans 2013. Come miglior risultato ha ottenuto un terzo posto alla 6 Ore del Circuito delle Americhe 2013.